# Lineus insignis
Lineus insignis är en djurart som tillhör fylumet slemmaskar, och som beskrevs av Senz 1993. Lineus insignis ingår i släktet Lineus och familjen Lineidae. Inga underarter finns listade i Catalogue of Life.